# Système Gribeauval
Le système Gribeauval est un système d'artillerie introduit par le lieutenant général Jean-Baptiste Vaquette de Gribeauval au cours du XVIIIe siècle. Ce système révolutionna les canons français, grâce à un nouveau mode de fabrication permettant des pièces plus légères et plus uniformes, sans sacrifier la portée. Le système Gribeauval remplaça progressivement le système Vallière à partir de 1765. Les nouvelles pièces contribuèrent aux victoires militaires françaises pendant les guerres de la Révolution française et les guerres napoléoniennes. Le système comprenait des améliorations apportées aux canons, aux obusiers et aux mortiers. Le système de l'an XI remplaça partiellement les canons de campagne en 1803, et le système Valée supprima complètement le système Gribeauval en 1829.

## Développement
Le milieu du XVIIIe siècle vit le développement de l'artillerie de campagne mobile. Les ingénieurs en balistique et les techniciens en métallurgie introduisirent des réformes qui réduisirent le poids des tubes, tandis que d'autres spécialistes conçurent des affûts plus légers. Les calibres des pièces furent standardisés, simplifiant ainsi la logistique, auparavant compliquée par la multitude des calibres. Gribeauval était un officier vétéran aguerri au combat, mais aussi un théoricien compétent de l'artillerie. Avec l'avènement du système Gribeauval, les Français disposaient de la meilleure artillerie d'Europe. Un historien l'a qualifié de « probablement le meilleur système d'artillerie en Europe à cette époque ».
Benjamin Robins donna une base scientifique à l'artillerie en 1742. Le bronze, un alliage composé de dix parts de cuivre pour une part d'étain, était préféré pour les canons car plus léger que le fer et plus durable. À cette époque, les canons étaient coulés à vide autour d'un noyau, mais ce dernier bougeait souvent dans le moule, produisant une âme imparfaite. Ce problème fut résolu à la fonderie de La Haye en 1747. Jean Maritz commença à couler les canons en un seul bloc plein, puis à percer l'âme à l'aide d'une grande machine (en). Les Hollandais tentèrent de garder ce procédé secret, mais il se répandit rapidement en Europe. Grâce à l'invention de Maritz, les canons pouvaient désormais être fabriqués avec une âme mieux alignée et des tolérances plus strictes. Cela réduisait le « vent » — l'espace entre la balle et l'âme —, ce qui signifiait que moins de gaz s'échappait, permettant d'atteindre la même portée et la même puissance avec des charges de poudre à canon plus faibles, et donc une meilleure précision. L'économie de poudre permit aussi d'alléger les tubes, qui purent être fabriqués plus courts, plus minces et plus légers.
L'armée de la monarchie des Habsbourg découvrit que son artillerie était surpassée par les canons prussiens durant la guerre de Succession d'Autriche. En 1744, le nouveau directeur général de l'artillerie, Joseph-Wenceslas, prince de Liechtenstein, entreprit une série de réformes pour améliorer la conception de l'artillerie de campagne autrichienne et former ses artilleurs. Au début de la guerre de Sept Ans, les Autrichiens avaient modernisé leur artillerie avec des canons plus légers et introduit un obusier de très bonne qualité. Ces innovations eurent un tel succès que d'autres nations s'empressèrent de fabriquer des armes similaires. Gribeauval, qui servit dans l'artillerie autrichienne de 1756 à 1762, put observer de près ces nouvelles pièces de campagne. À son retour en France, il fut chargé de réorganiser l'artillerie.

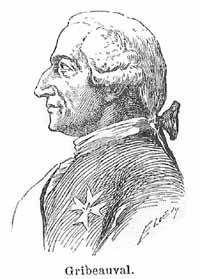
Gribeauval.

La France possédait déjà la seule gamme d'artillerie unifiée d'Europe. Auparavant, Jean-Florent de Vallière avait standardisé les canons de 4 livres (en) jusqu'aux 24 livres (en), bien qu'ils fussent tous très lourds. Le système Gribeauval fut introduit par ordre royal le 15 octobre 1765. Le nouveau système se heurta à une forte opposition, notamment de la part du fils de Vallière, Joseph Florent de Vallière, ainsi que d'autres officiers. En raison de cette résistance, le système Gribeauval ne fut pleinement mis en œuvre qu'en 1776. Le canon Rostaing de 1 livre et les canons de bataillon suédois de 4 livres furent conservés de l'ancien système.
Les réformes de Gribeauval portaient non seulement sur les canons, mais aussi sur les affûts, les avant-trains, les caisses à munitions et les outils d'accompagnement. Les pièces de campagne du système comprenaient des canons de 4, 8 et 12 livres, ainsi que des obusiers de 6 et 8 pouces. Les tubes furent coulés plus courts et plus fins, tandis que les affûts furent construits plus légers et plus étroits. Ces améliorations réduisirent considérablement le poids des pièces. Les affûts furent standardisés et conçus avec des pièces interchangeables. Ils comportaient deux positions pour les tourillons : une position avant pour le tir et une position arrière pour le transport. Les chevaux de trait étaient attelés en paires, plutôt qu'en file indienne. Les canons furent équipés d'un viseur arrière gradué et d'une vis de hausse. Ces deux dernières innovations permettaient aux artilleurs de viser plus facilement les pièces.
Le nouveau système intégrait d'autres innovations qui se répandirent largement en Europe. L'une d'elles était le tube à mèche rapide, qui assurait une meilleure mise à feu de la charge de poudre. Parmi les autres améliorations générales figuraient l'adoption de charges préemballées dans des sacs de flanelle, un mélange de poudre plus efficace et l'usage d'un dégorgeoir — un outil spécial permettant de percer les sacs de poudre. Vers 1791, le chimiste français Nicolas Leblanc inventa un procédé de fabrication de la soude permettant de convertir à moindre coût le nitrate de calcium extrait du guano en salpêtre, un ingrédient essentiel de la poudre à canon. Enfin, puisque le maniement des nouvelles pièces exigeait des artilleurs mieux formés, la France mit en place des écoles d'artillerie pour former ses soldats.

## Types de pièces

### Pièces de campagne
Les pièces d'artillerie de campagne du système Gribeauval étaient environ deux fois plus légères que les canons Vallière de même calibre, sans pour autant sacrifier leur portée.
- Canon de 12 Gribeauval (en) – canon de 12 livres.
- Canon de 8 Gribeauval (en) – canon de 8 livres.
- Canon de 4 Gribeauval (en) – canon de 4 livres.
- Obusier de 6 pouces Gribeauval (en) – obusier de 6 pouces.

Aucun canon Gribeauval ne fut envoyé aux forces américaines pendant la guerre d'indépendance des États-Unis. Toutefois, il est probable que les forces françaises aient employé des canons de siège du système Gribeauval durant ce conflit.
À noter que la livre française d'Ancien Régime était environ un dixième plus lourde que la livre anglaise. De même, le pouce français était légèrement plus long que le pouce anglais. Par conséquent, les canons français tiraient des boulets et obus légèrement plus lourds que les pièces anglaises ou américaines de même calibre théorique, si bien qu'un canon français de 8 livres équivalait approximativement à un canon britannique de 9 livres.
| Nom                 | Calibre | Servants | Portée à la mitraille | Portée efficace au boulet | Portée maximale au boulet | Cadence de tir (par minute) | Boulets dans la caisse de flèche | Boulets dans le caisson | Mitrailles dans le caisson | Caissons par pièce |
| ------------------- | ------- | -------- | --------------------- | ------------------------- | ------------------------- | --------------------------- | -------------------------------- | ----------------------- | -------------------------- | ------------------ |
| Canon de 12 livres  | 121 mm  | 15       | 575 m                 | 900 m                     | 1 800 m                   | 1 coup                      | 9                                | 48                      | 20                         | 3                  |
| Canon de 8 livres   | 100 mm  | 13       | 475 m                 | 800 m                     | 1500 m                    | 2 coups                     | 15                               | 62                      | 20                         | 2                  |
| Canon de 4 livres   | 84 mm   | 8        | 375 m                 | 700 m                     | 1200 m                    | 2–3 coups                   | 18                               | 100                     | 50                         | 1                  |
| Obusier de 6 pouces | 166 mm  | 13       | 200 m                 | 700 m                     | 1200 m                    | 1 obus                      | 4                                | 49                      | 11                         | 3                  |

L'historien Gunther E. Rothenberg (en) a publié un tableau présentant des chiffres similaires, à ceci près qu'il indique 30 coups de mitraille transportés dans les caissons pour le canon de 8 livres, et 3 coups de mitraille pour l'obusier de 6 pouces. Scotty Bowden et Charlie Tarbox indiquent des portées de tir à la mitraille en mètres : 600 pour le 12 livres, 550 pour le 8 livres, 400 pour le 4 livres et 250 pour l'obusier de 6 pouces. Les autres portées sont conformes au tableau précédent. Ils mentionnent également un obusier Gribeauval de 24 livres ayant une portée à la mitraille de 300 mètres et une portée maximale de 1 500 mètres.
| Nom                 | Longueur du tube | Poids du tube | Poids de l'affût | Charge au boulet | Boulets par mitraille (grande) | Boulets par mitraille (petite) | Charge de mitraille |
| ------------------- | ---------------- | ------------- | ---------------- | ---------------- | ------------------------------ | ------------------------------ | ------------------- |
| Canon de 12 livres  | 2,31 m           | 986 kg        | 994 kg           | 1,81 kg          | 41                             | 112                            | 1,93 kg             |
| Canon de 8 livres   | 2,01 m           | 583 kg        | 840 kg           | 1,13 kg          | 41                             | 112                            | 1,25 kg             |
| Canon de 4 livres   | 1,60 m           | 289 kg        | 660 kg           | 0,68 kg          | 41                             | 63                             | 0,79 kg             |
| Obusier de 6 pouces | 0,71 m           | 318 kg        | 859 kg           | 0,48 kg          | 60                             | aucune                         | non précisée        |

Les boîtes à mitraille variaient selon le calibre du canon. Il y avait également deux tailles différentes de balles dans les petites boîtes. Le canon de 12 livres utilisait des balles de 6 onces dans les grandes boîtes, et de 2 et 3 onces dans les petites. Le canon de 8 livres utilisait des balles de 4 onces dans les grandes boîtes, et de 1 et 2 onces dans les petites. Le 4 livres tirait des balles de ¾ et 2 onces dans les petites boîtes. Un obusier de 8 pouces avait un poids de canon de 1,120 lb (0,5 kg) et une charge de poudre de 1,75 lb (0,8 kg).

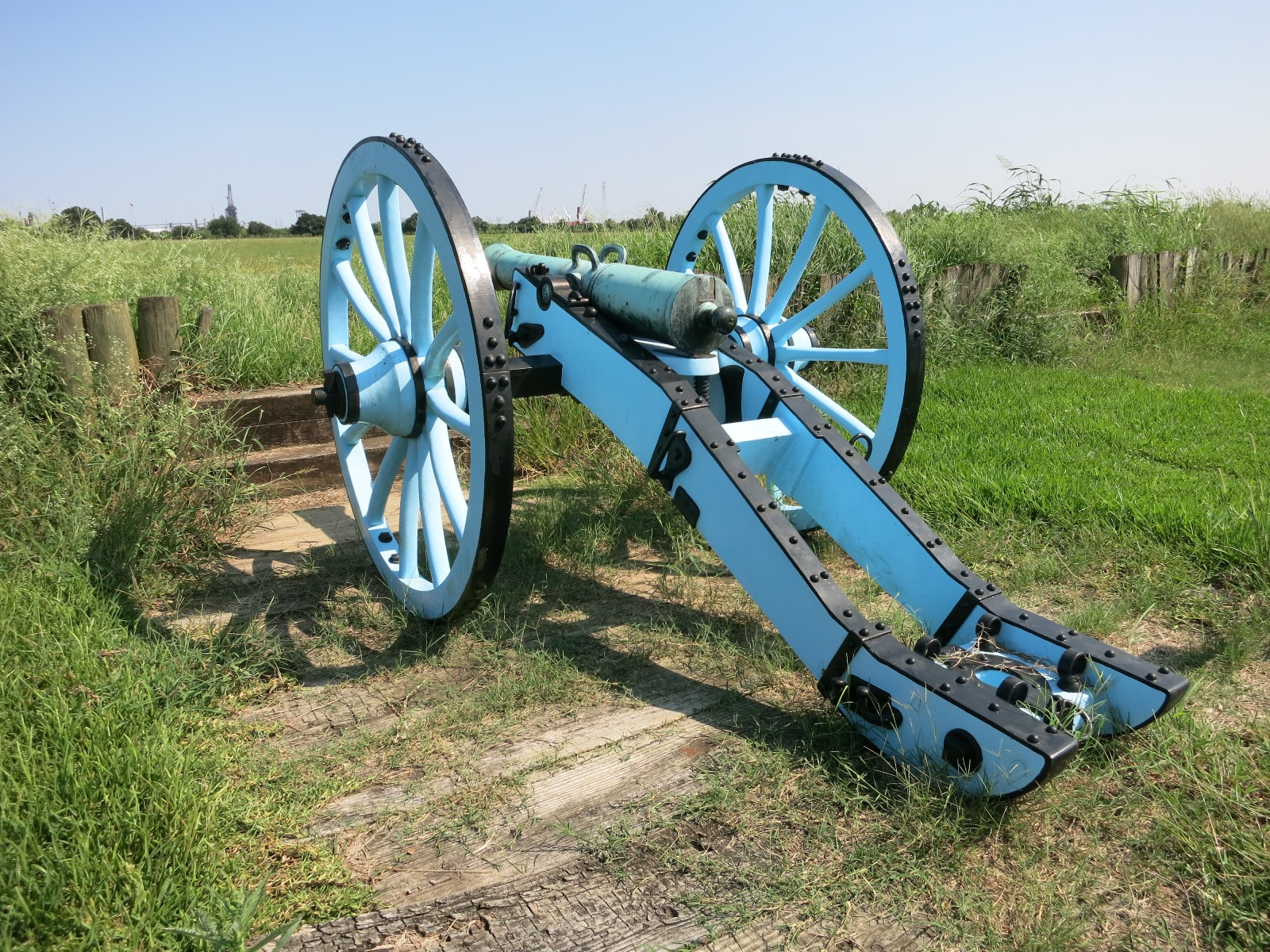
Un canon de 4 livres Gribeauval à la batterie 5, Chalmette National Battlefield (Nouvelle-Orléans).
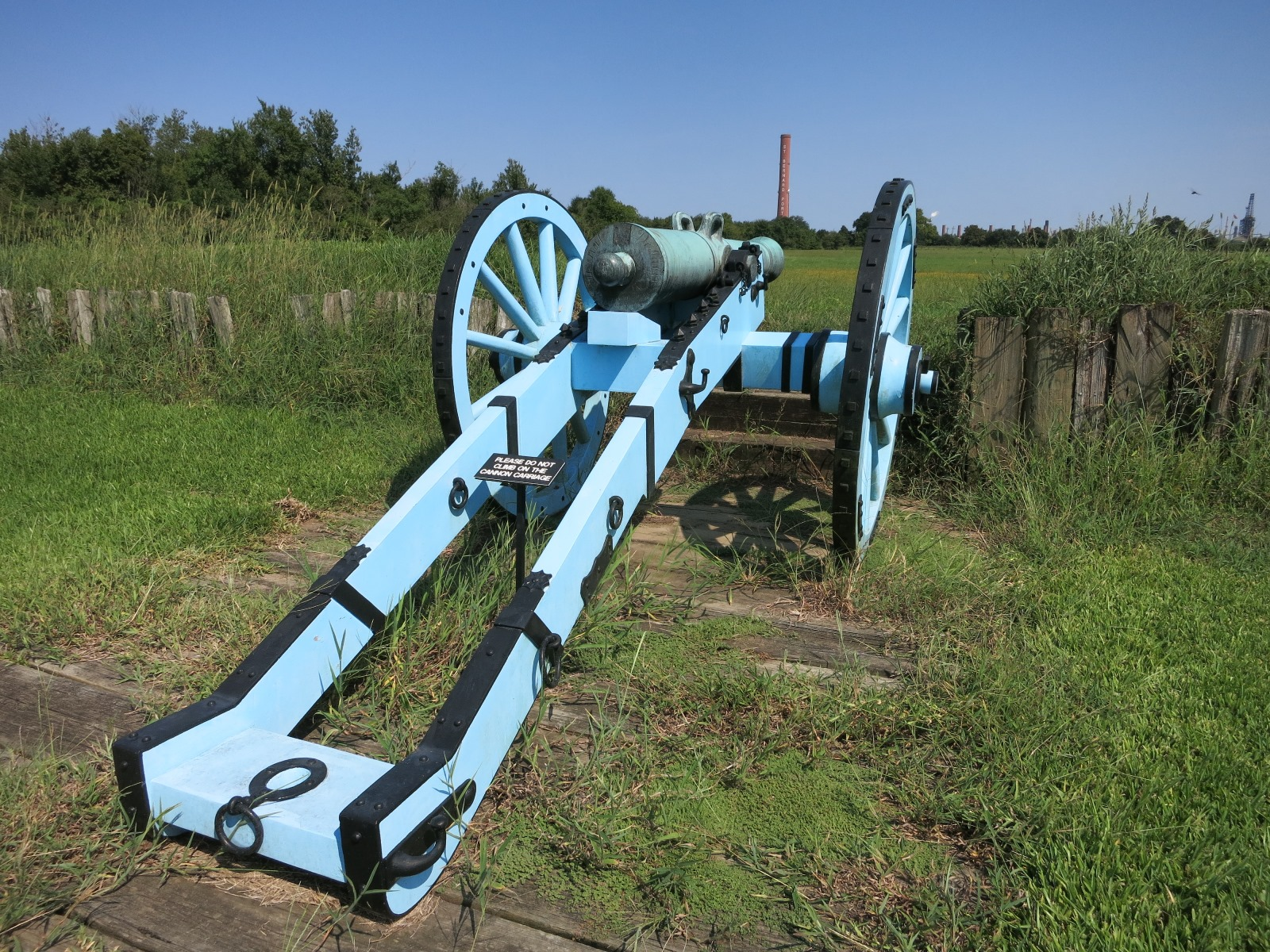
Un canon de 8 livres Gribeauval à la batterie 6, Chalmette National Battlefield.
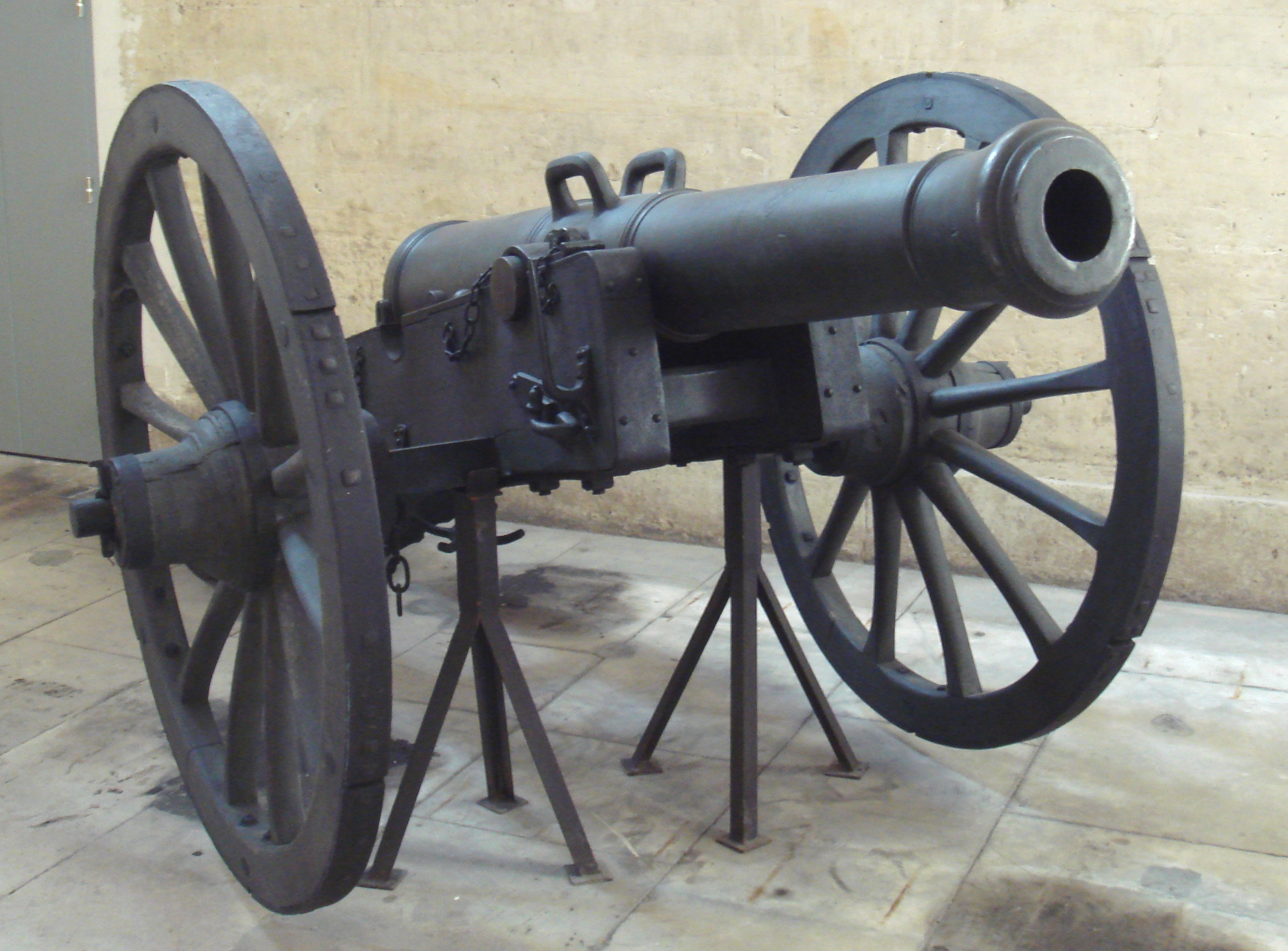
Un canon de 12 livres Gribeauval aux Invalides (Paris).
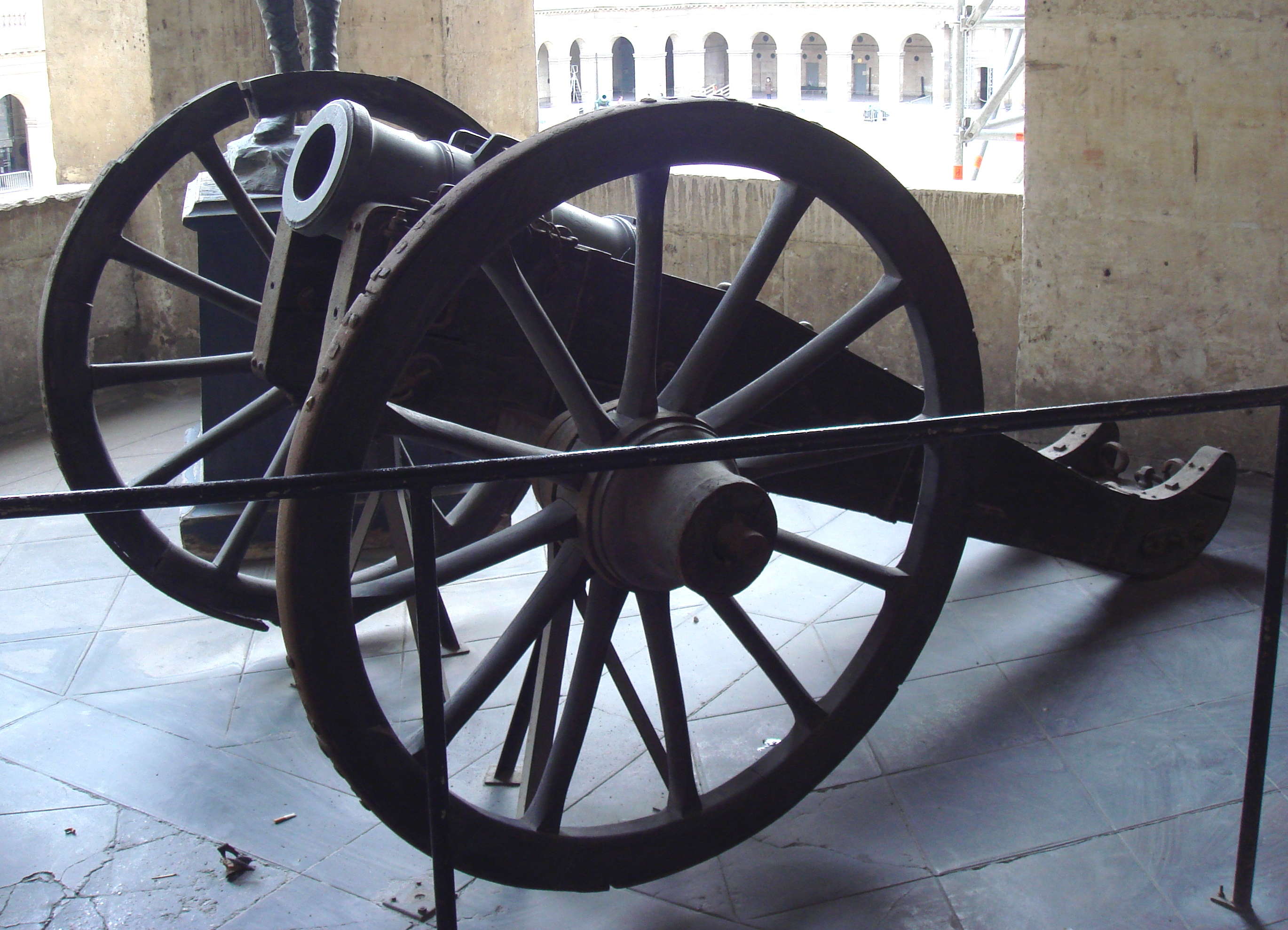
Un obusier de 6 pouces Gribeauval aux Invalides (Paris).

Canons de siège et de place
Pour l'artillerie de siège et de garnison, Gribeauval conserva les mêmes proportions que celles du système de Vallière de 1732, mais en supprimant les décorations.
- Canon de 24 Gribeauval (en) – Canon de siège de 24 livres.
- Canon de 16 Gribeauval (en) – Canon de siège de 16 livres.
- Canon lourd de 12 Gribeauval (en) – Canon de siège de 12 livres.
- Canon lourd de 8 Gribeauval (en) – Canon de siège de 8 livres.

Selon un auteur, seuls les canons de siège Gribeauval furent d'abord employés dans les grandes opérations de la guerre d'indépendance américaine. Ils furent utilisés par le corps expéditionnaire français de Jean-Baptiste-Donatien de Vimeur de Rochambeau, entre 1780 et fin 1782, notamment lors du siège de Yorktown en 1781. Une deuxième source confirme que les canons de siège utilisés à Yorktown étaient des pièces Gribeauval. Le train d'artillerie de siège de Rochambeau comprenait 12 canons de 24 livres, 8 de 16 livres et 16 mortiers. Un troisième auteur juge qu'il est discutable que des canons Gribeauval aient été employés à Yorktown, bien qu'il cite une source française affirmant que les pièces étaient bel et bien du système Gribeauval.

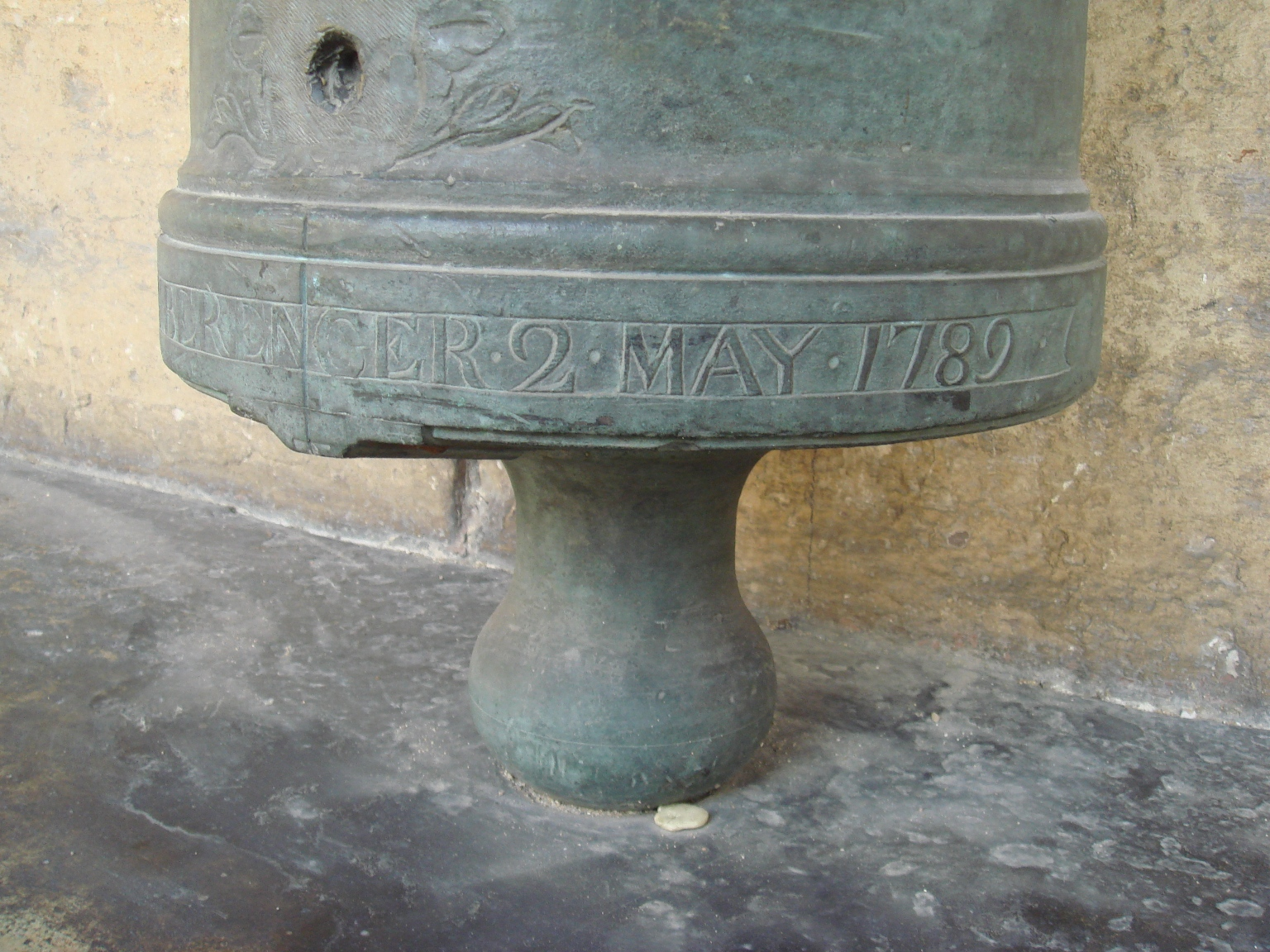
Canon lourd Gribeauval de 8 livres.
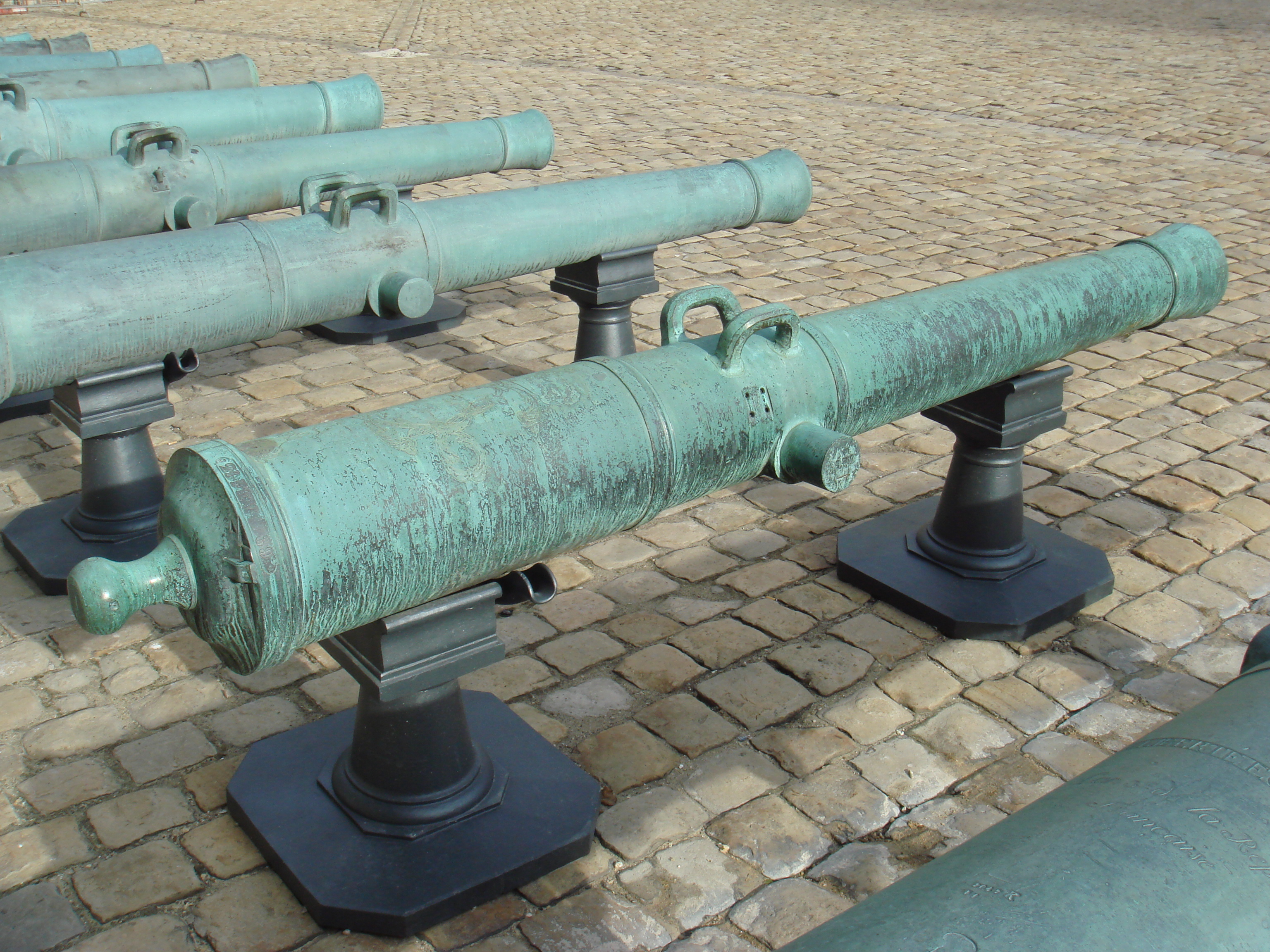
Canon lourd Gribeauval de 12 livres.
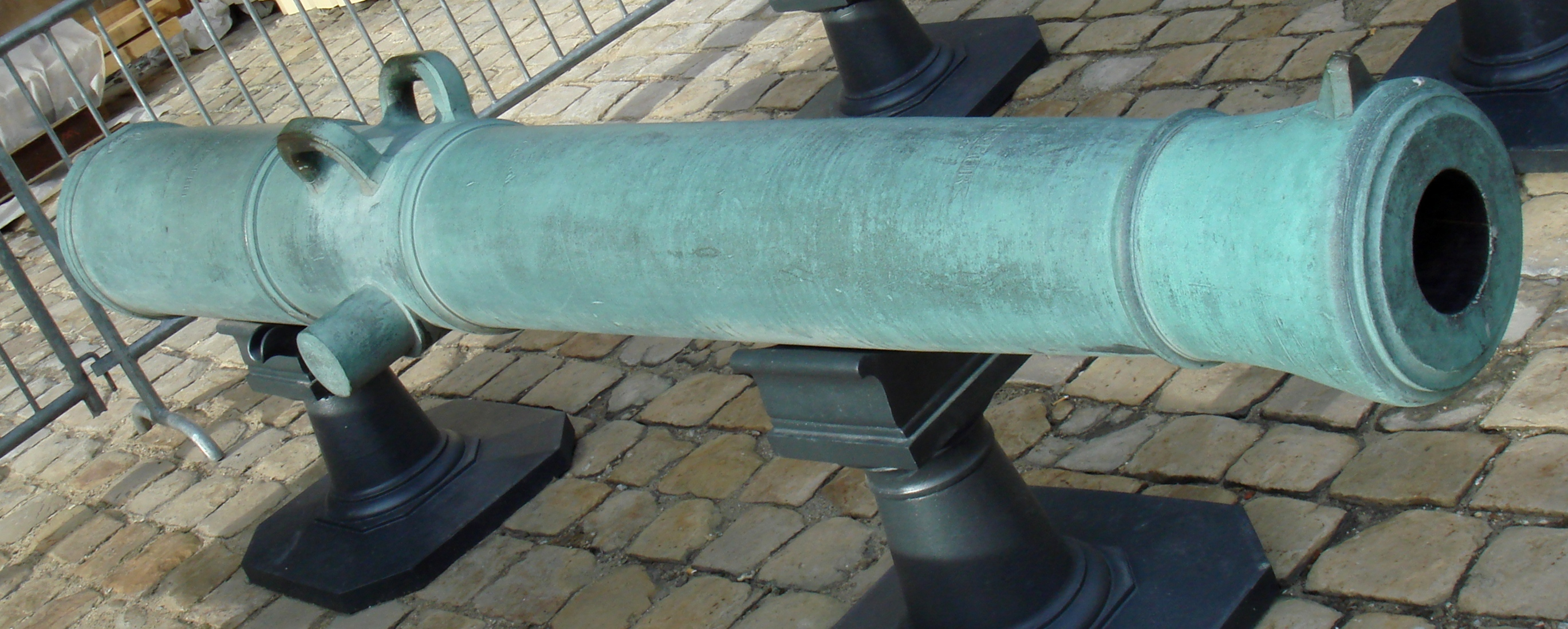
Canon Gribeauval de 16 livres.
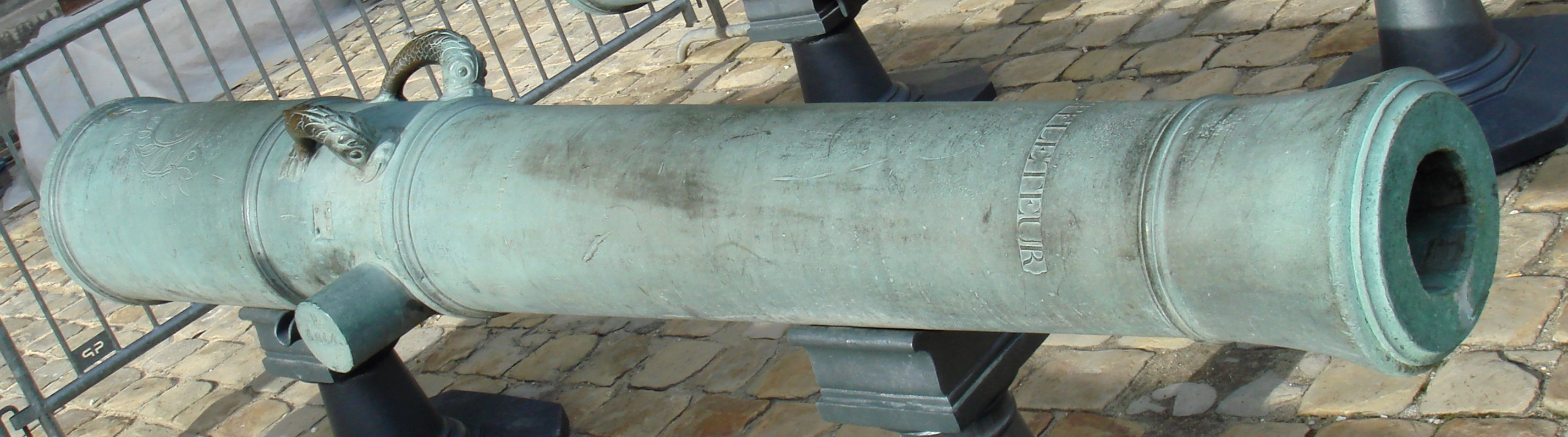
Canon Gribeauval de 24 livres.

Mortiers

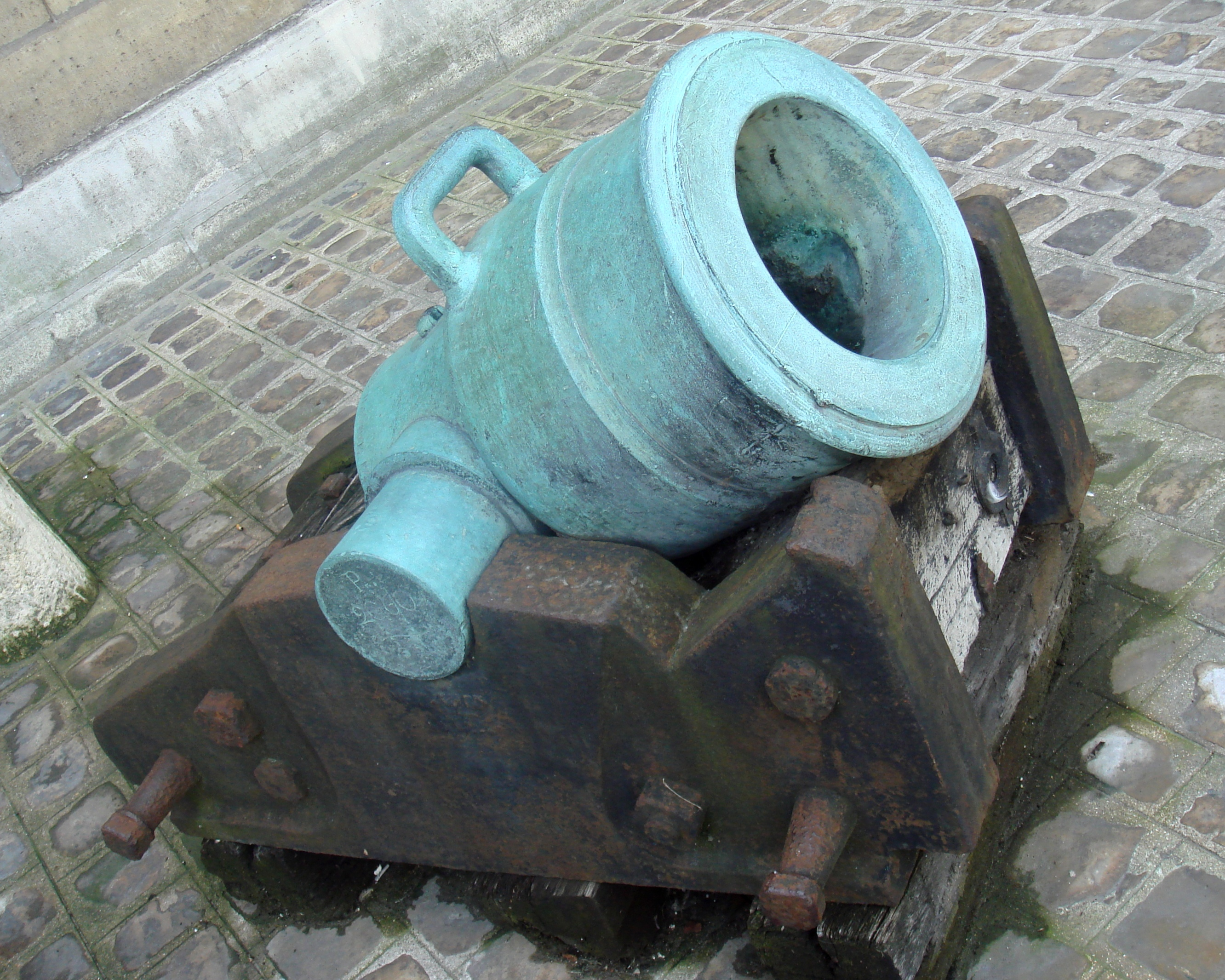
Mortier Gribeauval de 12 pouces.

Gribeauval conçut également une gamme de mortiers, comme suit.
- Mortier de 12 Gribeauval (en) – Mortier de 12 pouces.
- Mortier court de 10 Gribeauval – Mortier court de 10 pouces.
- Mortier long de 10 Gribeauval – Mortier long de 10 pouces.
- Mortier de 8 Gribeauval – Mortier de 8 pouces.

Gribeauval intégra également à son système un mortier lance-pierres de 15 pouces, hérité du système de Vallière. Les mortiers ainsi que les canons de siège de 24 livres étaient transportés à l'aide de chariots spéciaux dits « chariots à selle ».
| Nom                        | Poids du mortier | Poids de l'affût | Charge de poudre |
| -------------------------- | ---------------- | ---------------- | ---------------- |
| Mortier de 12 pouces       | 3,150 lb (1 kg)  | 3,000 lb (1 kg)  | pas indiqué      |
| Mortier long de 10 pouces  | 2,050 lb (1 kg)  | 2,616 lb (1 kg)  | 6,5 lb (2,9 kg)  |
| Mortier court de 10 pouces | 1,600 lb (1 kg)  | 1,739 lb (1 kg)  | 3,5 lb (1,6 kg)  |
| Mortier de 8 pouces        | 550 lb (249 kg)  | 820 lb (372 kg)  | 1,25 lb (0,6 kg) |

## Histoire
Au début des guerres de la Révolution française, l'artillerie fut l'arme qui perdit le moins d'officiers par l'émigration. Cela s'explique par le fait que bon nombre de ses officiers étaient issus de familles bourgeoises plutôt qu'aristocratiques. Grâce au système Gribeauval, l'artillerie de campagne française était la meilleure d'Europe. Les artilleurs devaient cependant compter sur des conducteurs civils et des chevaux loués pour transporter leurs pièces sur le champ de bataille. Ce problème ne fut résolu qu'après 1800, lorsque les conducteurs furent intégrés à l'armée comme soldats. Lors de la bataille de Jemappes en 1792, la supériorité française en artillerie contribua à la victoire. Le général en chef Charles François Dumouriez déclara que les soldats français se montraient plus fougueux lorsque leur artillerie dominait celle de l'ennemi, mais que lorsque celle-ci échouait, l'infanterie hésitait à avancer. L'historien Ramsay Weston Phipps nota que l'artillerie française pendant la première coalition était « excellente » et permit de compenser certaines faiblesses des nouvelles armées. Après la bataille de Wattignies en 1793, un observateur allié écrivit que la victoire française était due à « leur artillerie immense ».

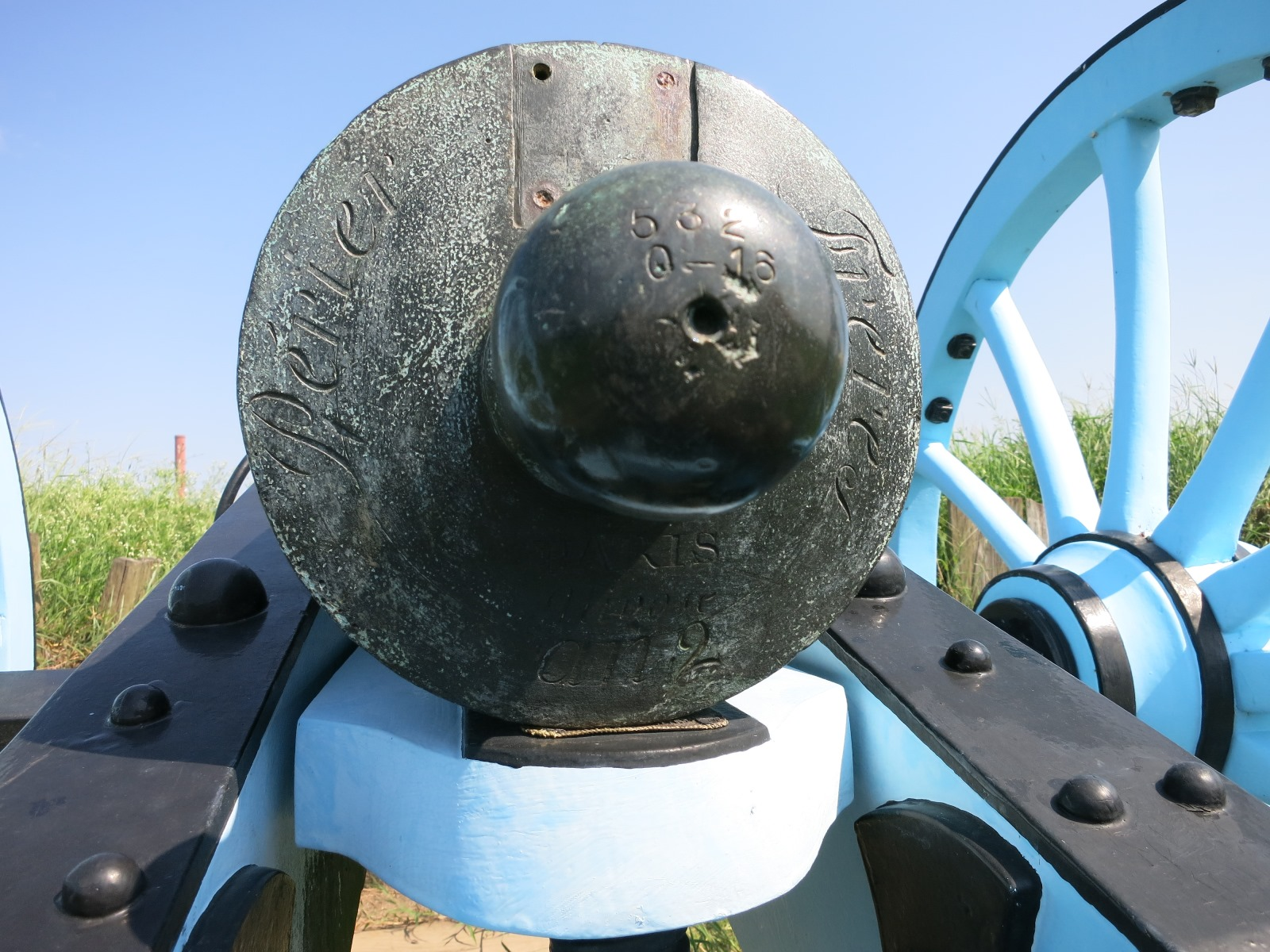
L'inscription sur la culasse du canon de 4 livres au champ de bataille de Chalmette (Nouvelle-Orléans) indique : « Périer Frères PARIS Nivôse An 2 » (21 décembre 1793 – 19 janvier 1794).

Pour sa gestion experte de l'artillerie lors du siège de Toulon en 1793, Napoléon Bonaparte fut promu général de brigade et entama son ascension vers la célébrité et le pouvoir politique. Lorsqu'il devint Premier Consul puis empereur des Français, il confia à Auguste de Marmont la mise en œuvre de la plupart des améliorations de l'artillerie. Dès 1800, on comptait huit régiments d'artillerie à pied et six à cheval, deux bataillons de sapeurs, et huit bataillons de train d'artillerie, soit un total de 28 000 canonniers, sapeurs et conducteurs. Au départ, chaque unité d'infanterie se vit attribuer des canons de 4 livres, appelés artillerie régimentaire. Ceux-ci furent supprimés en 1800, mais rétablis en 1809 lorsque la qualité de l'infanterie déclina. Napoléon décida de remplacer les pièces de 4 livres par des canons de 6 livres afin d'augmenter la puissance de feu de son artillerie. Il comptait ainsi utiliser le grand nombre de canons de 6 livres capturés à l'Autriche et à la Prusse entre 1794 et 1800.
À partir de 1805, le système de l'An XI commença à remplacer les pièces ennemies capturées. Progressivement, les canons Gribeauval de 4 et 8 livres furent remplacés par le Canon de 6 système An XI (en) et l'obusier Gribeauval de 6 pouces (6,4 pouces anglais) fut remplacé par l'obusier de 24 livres de l'An XI. En 1808, pour des raisons budgétaires, les affûts Gribeauval anciens furent réutilisés pour construire de nouveaux affûts destinés aux tubes de canon de l'An XI. Durant cette période, de nombreuses pièces Gribeauval de 4 et 8 livres furent stockées dans les arsenaux. Toutefois, le canon de 8 livres continua à être utilisé en Espagne, le terrain y étant inadapté aux pièces plus lourdes de 12 livres. Le nouveau canon de 6 livres fut lancé précipitamment en production, mais s'avéra finalement trop fragile. En 1810, une commission présidée par Nicolas Marie Songis des Courbons recommanda l'abandon du système de l'An XI et la conservation du système Gribeauval, tout en prévoyant l'introduction d'un nouveau canon de 6 livres. Sous la Restauration française en 1815, les canons de 4 et 8 livres furent remis en service et les nouveaux canons de 6 livres retirés, à la suite d'un rapport rédigé par Charles-Étienne-François Ruty.
En 1829, le système Gribeauval fut remplacé par le système Valée, conçu par Sylvain Charles Valée. Ce nouveau système réduisit les calibres de l'artillerie de campagne aux canons de 8 et 12 livres, et aux obusiers de 24 livres et de 6 pouces. La mobilité fut améliorée par la standardisation des avant-trains : les canons de 8 livres et les obusiers de 24 livres utilisaient le petit modèle, tandis que les canons de 12 livres et les obusiers de 6 pouces utilisaient le grand modèle. Les canonniers entraient en action assis sur les caissons plutôt qu'en marchant à côté des pièces. Chaque batterie disposait de quatre canons et de deux obusiers.